# 永森彩乃
永森 彩乃 (ながもり あやの、1994年10月15日 - )は、日本のダンサー、モデル、タレント。東京都世田谷区生まれ、富山県富山市育ち。所属事務所はFineland (ファインランド)。チェコ国立バレエコンセルヴァトワール卒業。

## 来歴
言葉の発達が早く、生後9ヶ月で2語文を話し始める。
3歳で地元のモダンダンス教室可西舞踊研究所に通い始め、小学5年生からは全国規模のコンクールに出場するようになる。初出場で入賞、翌年には「ヨコハマコンペティション」モダンジュニア1部で最優秀賞を受賞。さらに14歳で「東京新聞主催全国舞踊コンクール」現代舞踊ジュニア部門にて第1位を受賞し、同時に高田せい子記念賞も受賞した。
16歳でチェコ国立バレエコンセルヴァトワールへの留学を決意し、単身で渡欧。国家試験を突破し、20歳で同校を卒業。卒業と同時にプラハボヘミアバレエ団へ入団。チェコ国内はもちろん、ドイツ、スペイン、ポーランド、スロヴァキア、南米、日本など、さまざまな国の舞台で公演に出演。この時期にチェコ国立バレエコンセルヴァトワール元校長であり、プラハボヘミアバレエ団芸術監督のヤロスラフ・スラヴィツキー氏との交流は、プロのダンサーとしての進路に大きな影響を与えた。
同バレエ団には2年間在籍し、その後、サウスボヘミアンシアターバレエ団へと移籍する。入団1年目の後半、ある新作公演のキャスティングオーディション中、休憩時間にピアノを弾いていたところ、それをたまたま耳にした演出家兼振付家の意向で、プロピアニストのBožena Steinerová氏の代役に抜擢された。その後、同作品で主演ダンサーにも選ばれ、入団2年目にして主演デビューを果たす。この作品の演出・振付を手がけたのは、著名な振付家Petr Zuska氏。彼の作品には後年にも主演として出演し、その作品での功績が評価され、2022年にはチェコの芸術賞「チェコタリアアワード」の女性ダンサー部門にノミネートされた。
2022年10月、日本に帰国。現在も国内外の舞台での出演を続けながら、表現者としての道を歩み続けている。

## 人物
- 出身校: チェコ国立バレエコンセルヴァトワール
- 趣味: 歌・ピアノ・アクロバット・鍼灸あん摩マッサージ (国家試験習得に向けて勉強中)
- 特技: コンテンポラリーダンス・バレエ・チェコ語
- 好きなもの: 身体を動かすこと、歌うこと、楽器を弾くこと

## 出演

### テレビ番組
- 爆笑学園ナセバナ～ル! (2012年、TBS系列)
- Dの旋律～ダンスと音楽のシンフォニー～ (2025年7月10日オンエア予定、テレビ東京)

### 雑誌
- BUDLive 2020冬 表紙・特集 (2020年)
- CREA (JOUERIREモデル写真) (2025年)

### ネットドラマ
- ONE MORE SHOTマリコ役 (2024年、田中光輔 自主制作ドラマ)

### CM
- 株式会社ボンドグラフィックス　ダンサー出演　(2023年）
- プレミアアンチエイジング株式会社「DUO YOUR BEST」篇(2023年)
- アサヒビール　ドライクリスタル (2023年)
- 日本マクドナルド株式会社　「たっぷりいこうぜ！登場」篇 (2024年4月)
- 日本マクドナルド株式会社「たっぷりいこうぜ！海」篇(2024年7月16日～)

### ミュージックビデオ
- Nissy「Rendezvous」 (2023年)
- OxT「grayscale dominator」 (TVアニメ　影の実力者になりたくて! 2nd seasonオープニングテーマ) (2023年)

### ラジオ
- カミラジ (富山City FM)

### PV・広告
- 国際交流基金 企業コンセプトムービー（2025年）
- 三井ガーデンホテルズ日本橋プレミアムービー(2025年）

### モデル
- 株式会社ひろば (2024年)
- THE GREY ROOM東京銀座 (2024年)
- チェコアパレルブランド SWLAG (2021年)
- 株式会社オンアンドオン JOUERIRE 春コレクション (2025年)
- 株式会社オンアンドオン JOUERIRE 秋コレクション (2025年)
- 三井ガーデンホテルズ日本橋プレミア (2025年)

### イベント
- ビルボードライブ横浜 ライブ・オーディション
- レッドシューズ南青山 Acoustic Fellows ライブ
- 下北沢ラグーナ Talents Discovery ライブ

### 舞台
- チェコ サウスボヘミアンシアターバレエ団 ソリスト契約 (2017年 - 2022年)
- TanzArt OstWest festival ドイツ 出演 (2022年6月、Kleines Haus Stadttheater Gießen)
- 日本国際バレエフェスティバルガラコンサート ゲストダンサー出演  (2022年8月、カルッツかわさき)
- 日本国際バレエ協会主催 Being Human Being 出演  (2022年9月、麻生市民館)
- Che viva la Danza イタリア 出演 (2022年9月、Teatro Sociale Villani)
- 日本国際バレエ協会主催 Being Human Being再演 出演  (2023年2月、宮前市民館)
- 文化庁助成金事業 新進芸術家育成 出演 (2023年3月、角川武蔵野ミュージアム)
- 都民芸術フェスティバル現代舞踊公演 出演 (2023年3月、大和田さくらホール)
- 日本国際バレエフェスティバルガラコンサート ゲストダンサー出演 (2023年8月、カルッツかわさき)
- 日本国際バレエ協会主催 Urban Voices 出演 (2023年9月、カルッツかわさき)
- MODERN & BALLET IF 出演  (2023年10月、神奈川県民ホール)
- 日本バレエ協会主催 バレエクレアシオンでたら芽 出演 (2023年12月、新国立劇場中劇場)
- ぼくたちの祝祭 出演 (2023年12月、ほとり座富山)
- TanzArt OstWest festival ドイツ 出演 (2024年6月、Theatern Halberstadt)
- TanzArt OstWest festival ドイツ 出演 (2024年6月、Theatern Quedlinburg)
- 日本国際バレエフェスティバルガラコンサート ゲストダンサー出演  (2024年8月、カルッツかわさき)
- 東京都主催イベント 山の日 出演 (2024年8月、J:COMホール八王子)
- ダンスフェスティバルEupenベルギー出演 (2024年9月)
- Life is ___. 出演・振付 (2024年11月、ほとり座富山)
- 富山舞台芸術祭2024ダンスエキシビションvol.2 ゲストダンサー出演 (2024年12月、高岡文化ホール)
- 日本国際バレエフェスティバル ガラコンサート ゲストダンサー出演 (2024年12月、カルッツかわさき)
- TanzArt OstWest Festival ドイツ 出演 (2025年6月、Theatern Halberstadt)
- TanzArt OstWest Festival ドイツ 出演 (2025年6月、TTheatern Quedlinburg)

## 主な出演作品

### プラハボヘミアバレエ団 (2015年 - 2017年)
- ピーター・パン ソリスト タイガーリリー役
- オリバー・ツイスト ソリスト 等

ミュージカル・オペラ・オペレッタ
ヴィクトリアと軽騎兵 ダンサー出演
魔笛 ダンサー出演

### サウスボヘミアンシアターバレエ団 (2017年 - 2022年)
- Radio Svobodna Bystrouska 主演 (チェコベスト女性ダンサー2022 ノミネート作品)

Keys from nowhere 主演
- 眠れる森の美女 (ソリスト 妖精・猫)
- 美女と野獣 等

ミュージカル・オペラ
エビータ ダンサー出演
売られた花嫁 ダンサー出演
雨に唄えば ダンサー出演 等

## ダンス受賞歴
- 第21回 ヨコハマコンペティション モダンジュニア1部 最優秀賞 (2006年)[2]
- 第66回 全国舞踊コンクール 現代舞踊ジュニア部 第1位 (2009年)[3]
- New Prague Dance Festival ニューシアター賞 (2012年)[4]
- ピルゼン国際バレエコンペティション ベストパートナー賞 (2016年)
- サウスボヘミアタリアアワード 女性ダンサー部門 受賞 (2020年)[5]
- チェコタリアアワード 女性ダンサー部門ノミネート (2022年)
- 第9回 九州国際ダンスコンペティション コンテンポラリーソロシニア部門 第1位 (2025年)[6]